# Catalina de Brunswick-Lüneburg
Catalina de Brunswick-Lüneburg (1395-28 de diciembre de 1442, Grimma) era miembro de la Casa de Welf, princesa de Brunswick-Luneburgo y, por matrimonio, electora consorte de Sajonia.

## Vida
Catalina era la única hija y el segundo hijo del duque Enrique I de Brunswick-Lüneburg (f. 1416) de su primer matrimonio con Sofía (f. junio 1400), hija del duque Vartislaw VI de Pomerania.
A los 17 años de edad, se casó el 8 de mayo de 1402 con el margrave Federico I de Sajonia (1370-1428), quien en 1425 se convirtió en el primer elector de Sajonia. 
Catalina pasó tiempo con su marido, pero más frecuentemente estuvo sola, en el castillo de Mildenstein, en Leisnig, que de ese modo se convirtió en residencia privada de los electores de Sajonia.

## Descendencia
De su matrimonio, Catalina tuvo los siguientes hijos:
1. Catalina (murió joven).
2. Federico II de Sajonia (1412-1464).
3. Segismundo, obispo de Wurzburgo (3 de marzo de 1416-24 de diciembre de 1471).
4. Ana de Sajonia (5 de junio de 1420-17 de septiembre de 1462), casada con Luis I de Hesse.
5. Catalina (1421-23 de agosto de 1476, Berlín), casada con Federico II de Brandeburgo.
6. Enrique (21 de mayo de 1422-22 de julio de 1435).
7. Guillermo III de Luxemburgo (1425-1482), landgrave de Turingia, duque de Luxemburgo, casado en 1446 con Ana, duquesa de Luxemburgo (1432-1462) y, en 1463, con Catalina de Brandenstein (f. 1492).